# Cortedomini
Cortedomini (Corte nel dialetto locale) è una delle 10 frazioni che costituiscono il Comune di Castel San Giorgio, in provincia di Salerno.

## Geografia fisica
Si trova nella parte settentrionale del territorio comunale, nei pressi del centro-capoluogo, e si compone di una parte storica nei pressi della Chiesa parrocchiale dello Spirito Santo che si trova di fronte alla fontana dove è possibile attingere l'acqua locale.

## Storia
Il nome della frazione deriva da curtis (fattoria) e dominus (signore, proprietario).
Storici come il Giustiniani, il De' Santi e studiosi locali come Benevento, hanno avallato l'ipotesi che Cortedomini fosse la curtis dei conti longobardi di Nocera tra VII e IX secolo.
Tuttavia le notizie maggiori si hanno dalla Cappella esistente al centro dell'abitato: nel 1650 la cappella dello Spirito Santo è grancia della parrocchia del SS. Salvatore e vi celebra il curato o un altro con sua licenza e si celebrano le messe annesse al beneficio di s. Simone e s. Giorgio la cui cappella è diruta.
Nella visita pastorale del 1728, compare la Cappella dello Spirito Santo di Corte Domina che vol dire che ieri era la Corte dei Principi di Salerno, sta all'inizio dell'abitato e del palazzo del Barone, è grancia della Parrocchia.
Nel 1785 in una Relazione alla Curia di Salerno fatta dal Parroco Don Carmine Antonio Rocco della Chiesa del SS.mo Salvatore della terra di S. Giorgio, risulta che nel Casale di Cortedomini vi era ancora una Cappella sotto il titolo dello Spirito Santo ed una Cappella filiale jus patronato di quel Casale ancora amministrata da Governatori Laici per comodo dei figliani, il parrocoera pro tempore ed amministrava tale cappella con una modesta rendita, inoltre da tale resoconto si evince come la chiesa avesse bisogno urgente di una riparazione, atto compiuto da tale Francesco Pisano a sue spese.Da tale resoconto si evince che vi è uno Sacerdote D. Giacomo Capuano Confessore di anni 32, ed il sig. D. Pietro Sarno Barone di S. Giorgio, perché dimora nella città di Napoli di anni 48.
Nell'anno 1840, Marino Paglia Arcivescovo di Salerno, nel corso della seconda Visita Pastorale essendosi portato unitamente ai suoi ordinarii dismembrò il piccolo Villaggio di Cortedomini, e le case successive sino alla Piazza di Sangiorgio, che tutti compongono circa trecento abitanti, dalla Parrocchia del SS.mo Salvatore, di cui faceva parte, e aggregò la Cappella sotto il titolo dello Spirito Santo, figliania, casa, famiglia, abitanti, e territorio alla Parrocchia di S. Maria delle Grazie del Villaggio Capo Luogo di Sangiorgio. Senza nessuna distinzione, o differenza la linea di questa parte dismembrata cominciò dalla casa del Barone di Sangiorgio inclusiva, discendeva in linea retta sino al punto denominato Fossa di Corte, ed proseguendo sempre strada si congiungeva col punto di Aja fin dove prima si stendeva l'antica figliania della detta Parrocchia di S. Maria delle Grazie.
Dallo stato delle anime dell'anno 1798 la famiglia del BARONE SARNO PRIGNANO era così composta:
Sua Ecc. Barone Don Antonio de Sarno Prignano Capo Famiglia anni 42-
- D. Giovanna Petrone moglie anni 36-
- D. Antonio figlio anni 14-
- D. Raffaele figlio anni 10-
- D. Francesco figlio anni 7-
- D. Vincenza figlia anni 8-
- D. Luigi figlio anni 6-
- D. Gaetano figlio anni 4-
- D. Giuseppa figlia anni 2-
- D. Giovanna figlia anni 1-
- D. Rachele Petrone cognata anni 34-
- Raffaela Corsa Serva anni 34-
- Teresa Corsa serva anni 45-
- Giuseppe Lobri servo anni 30-
- Carmina moglie serva anni 20-
- Francesco Cibelli servo capo famiglia anni 28 –
- Maria moglie anni 26 –
- Raffaele figlio anni 3-
- Antonio Cerrato servo anni 45-
- Filippo S. Domenico servo anni 60.

## Monumenti e luoghi d'interesse
A Cortedomini si trova il Palazzo Conforti (ex Sarno-Prignano) ora adibito ad hotel di lusso.